# Малиновка (Новоград-Волынский район)
Малиновка (укр. Малинівка) — село на Украине, основано в 1860 году, находится в Новоград-Волынском районе Житомирской области.
Население по переписи 2001 года составляет 114 человек. Почтовый индекс — 11700. Телефонный код — 4141. Занимает площадь 0,609 км².

## Адрес местного совета
11770, Житомирская область, Новоград-Волынский р-н, с. Полияновка